# بين تشيبمان
بين تشيبمان هو سياسي أمريكي، ولد في 15 أغسطس 1975 في برونزويك في الولايات المتحدة. انتخب عضو مجلس ولاية مين ‏ وانتخب عضو مجلس نواب مين ‏.